# Troféu HQ Mix de melhor novo talento - desenhista
Novo talento - desenhista é uma das categorias do Troféu HQ Mix, premiação brasileira dedicada aos quadrinhos que é realizada pela Associação dos Cartunistas do Brasil (ACB) e pelo Instituto do Memorial das Artes Gráficas do Brasil (IMAG) desde 1989.

## História
Em 1990, no segundo ano de realização do Troféu HQ Mix, foi criada a categoria "Desenhista revelação", dedicada a premiar os novos artistas que alcançassem destaque no mercado brasileiro de quadrinhos por seus primeiros trabalhos (sempre tomando por base a produção do ano anterior ao da realização da cerimônia).
Apenas em 2007 foi criada a categoria "Roteirista revelação". Ambas as categorias eram escolhidas por votação entre profissionais da área (roteiristas, desenhistas, jornalistas, editores, pesquisadores etc.) a partir de uma lista de sete indicados elaborada pela comissão organizadora do evento. Em 2011, as duas categorias foram renomeadas para "Novo talento - desenhista" e "Novo talento - roteirista".
Apenas duas vezes houve mais de uma pessoa premiada no mesmo ano na categoria de "Novo talento" dedicada aos desenhistas. Em 2000, os gêmeos Fábio Moon e Gabriel Bá ganharam por seu trabalho conjunto no fanzine 10 Pãezinhos. Já em 2012, os também gêmeos Magno Costa e Marcelo Costa conquistaram o prêmio por seu trabalho na revista independente Matinê e no álbum Oeste Vermelho.

## Vencedores e indicados
| Ano  | Desenhista(s)                      | Obra(s)                                                 | Outros indicados | Nota(s)       |
| ---- | ---------------------------------- | ------------------------------------------------------- | --- | ------------- |
| 1990 | Osvaldo Pavanelli                  |                                                         | | [ 2 ]         |
| 1991 | Jaca                               |                                                         | | [ 2 ]         |
| 1992 | Kipper                             |                                                         | | [ 2 ]         |
| 1993 | MZK                                |                                                         | | [ 2 ]         |
| 1994 | Guazzelli                          |                                                         | | [ 2 ]         |
| 1995 | Luciano Queiroz                    |                                                         | | [ 2 ]         |
| 1996 | Dalcio                             |                                                         | | [ 2 ]         |
| 1997 | Lelis                              |                                                         | | [ 2 ]         |
| 1998 | Allan Sieber                       |                                                         | | [ 2 ]         |
| 1999 | Luciano Lagares                    |                                                         | | [ 2 ]         |
| 2000 | Fábio Moon e Gabriel Bá            | 10 Pãezinhos                                            | | [ 6 ]         |
| 2001 | Fábio Yabu                         | Combo Rangers                                           | | [ 10 ]        |
| 2002 | Samuel Casal                       |                                                         | | [ 11 ]        |
| 2003 | André Kitagawa                     | Front                                                   | | [ 12 ]        |
| 2004 | Daniel Bueno                       | Front                                                   | | [ 13 ]        |
| 2005 | Rafael Sica                        |                                                         | | [ 14 ]        |

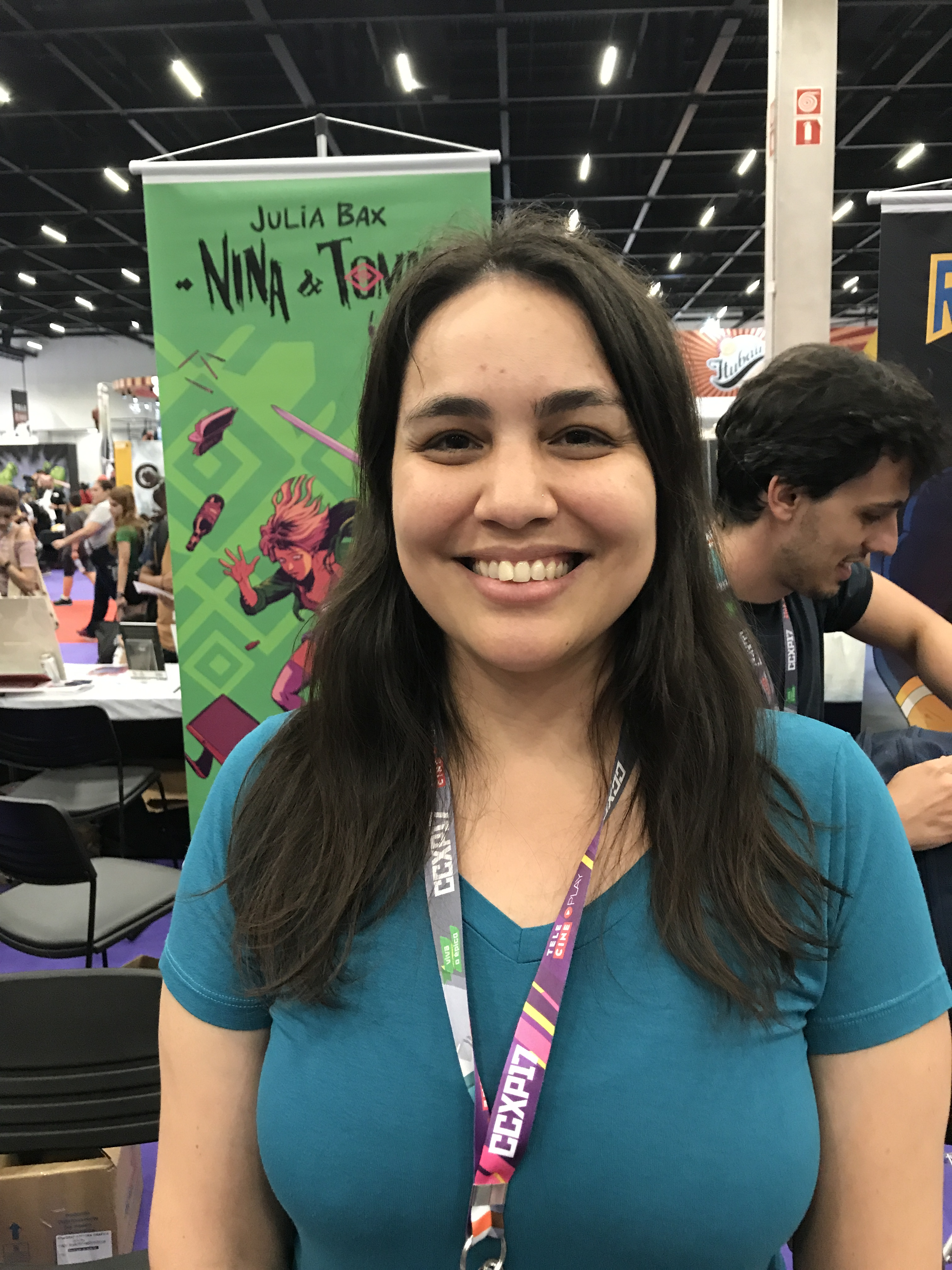
Julia Bax venceu a categoria em 2006.

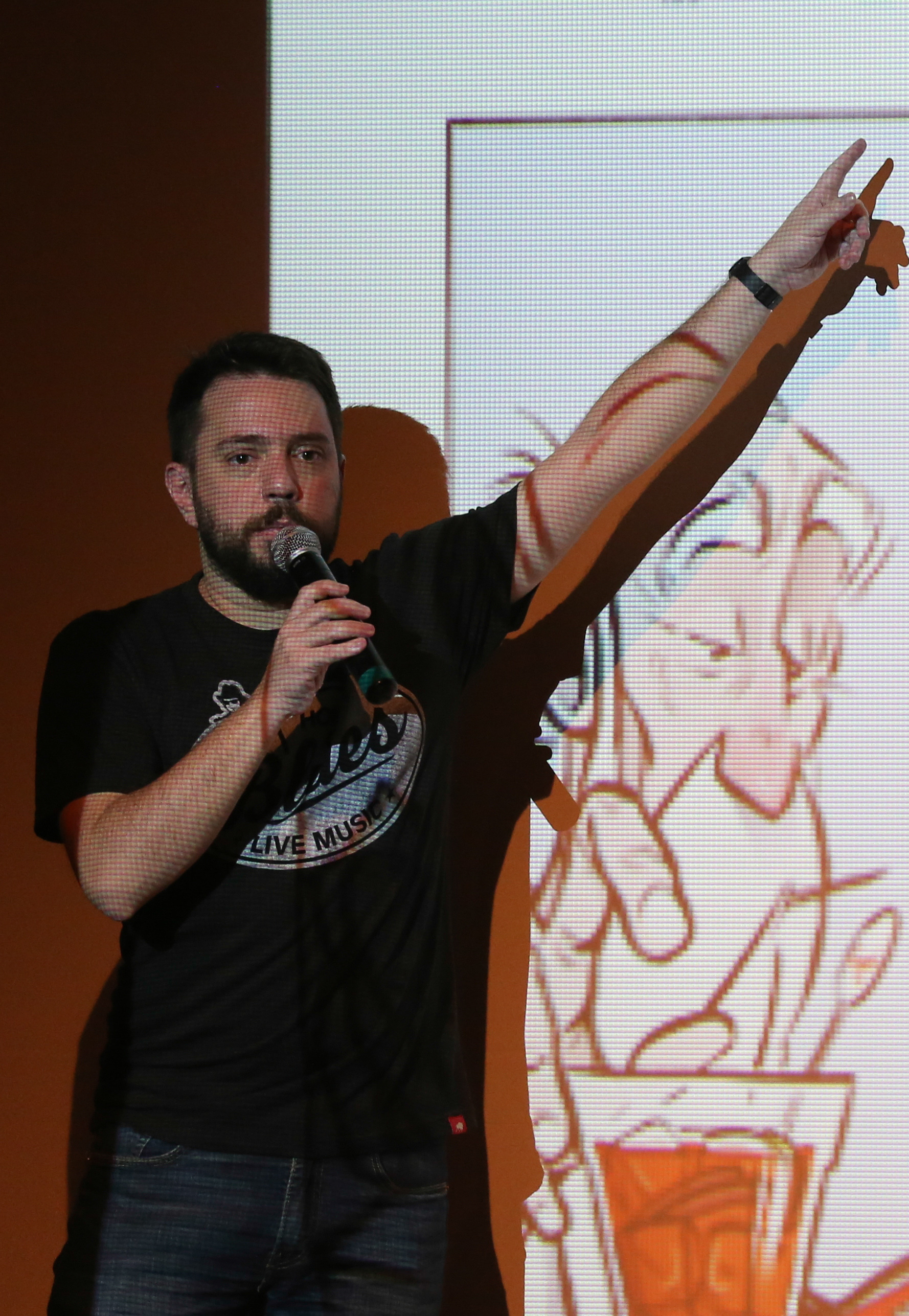
Gustavo Duarte venceu a categoria em 2010.

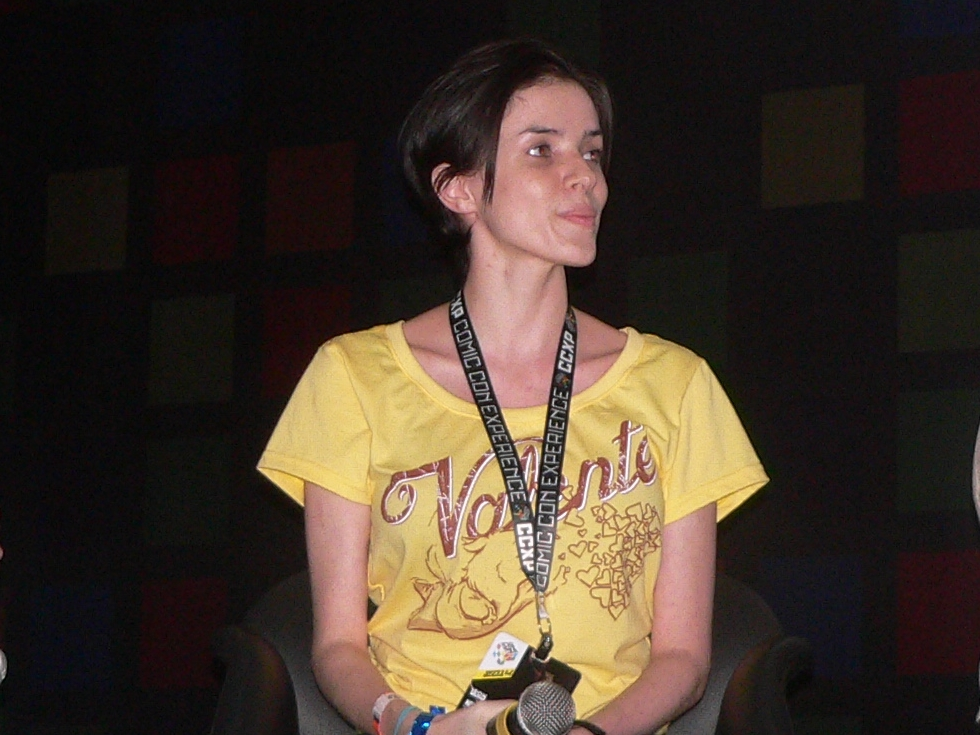
Lu Cafaggi venceu a categoria em 2014.

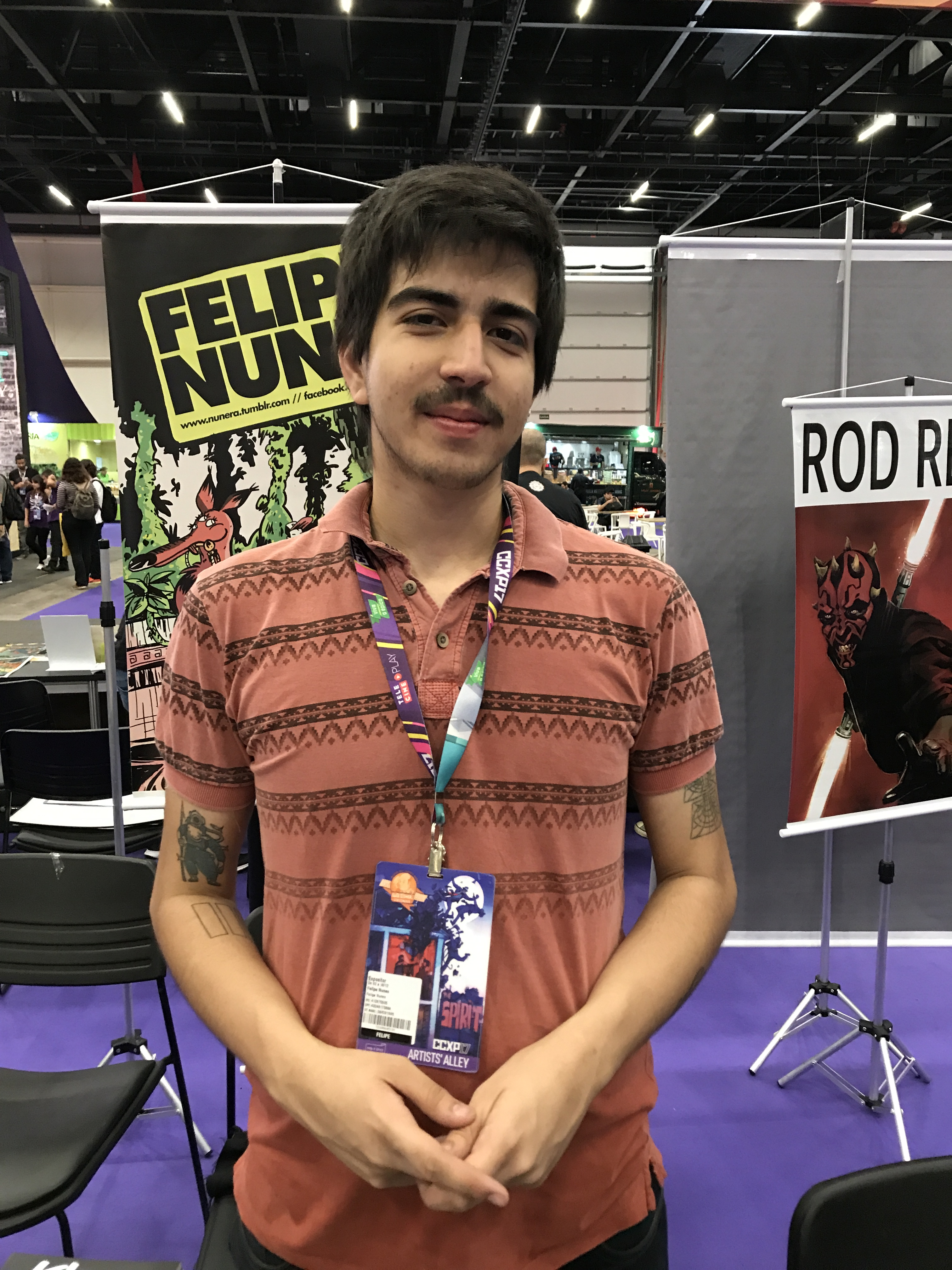
Felipe Nunes venceu a categoria em 2015.

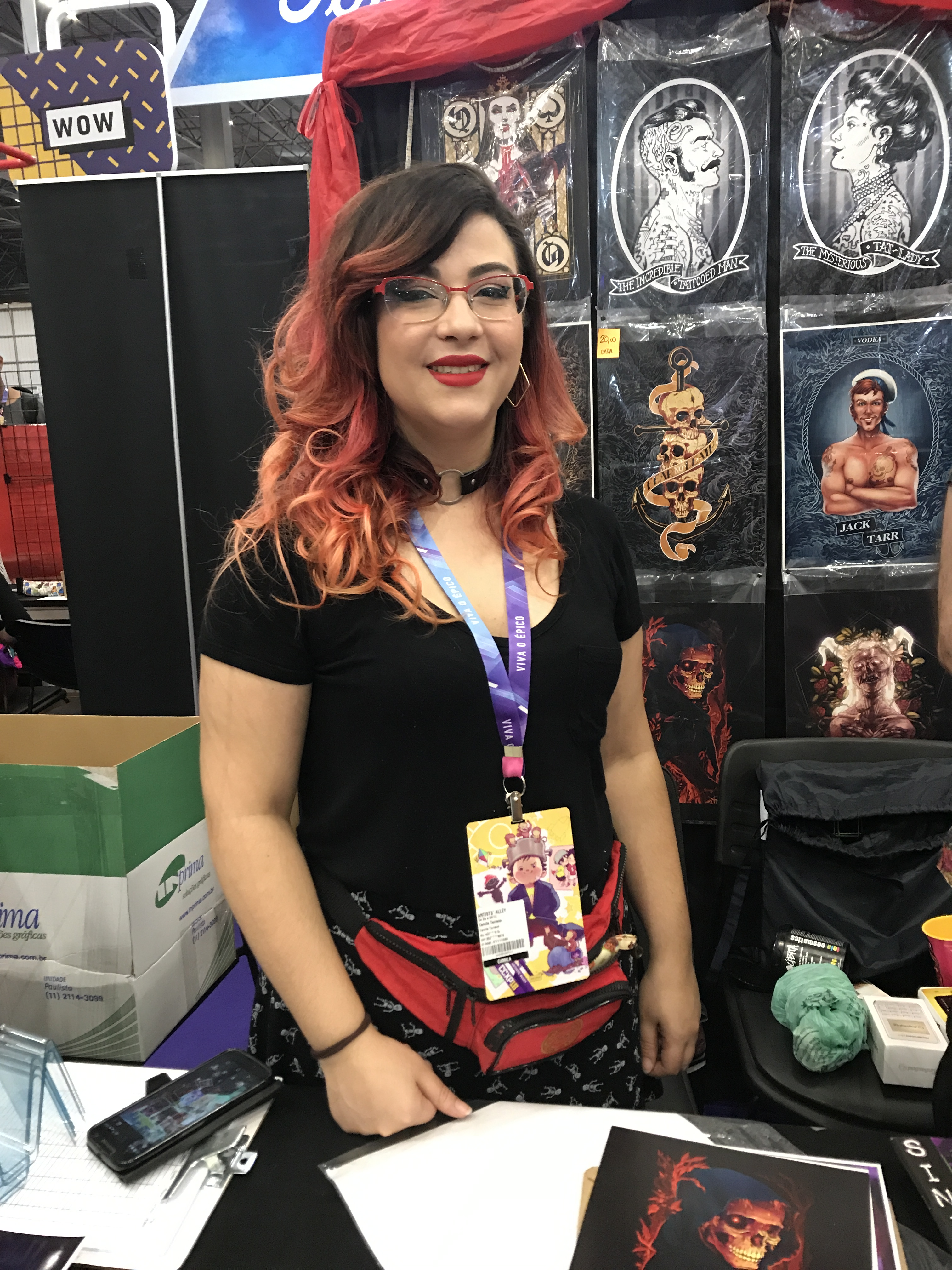
Camila Torrano venceu a categoria em 2016.

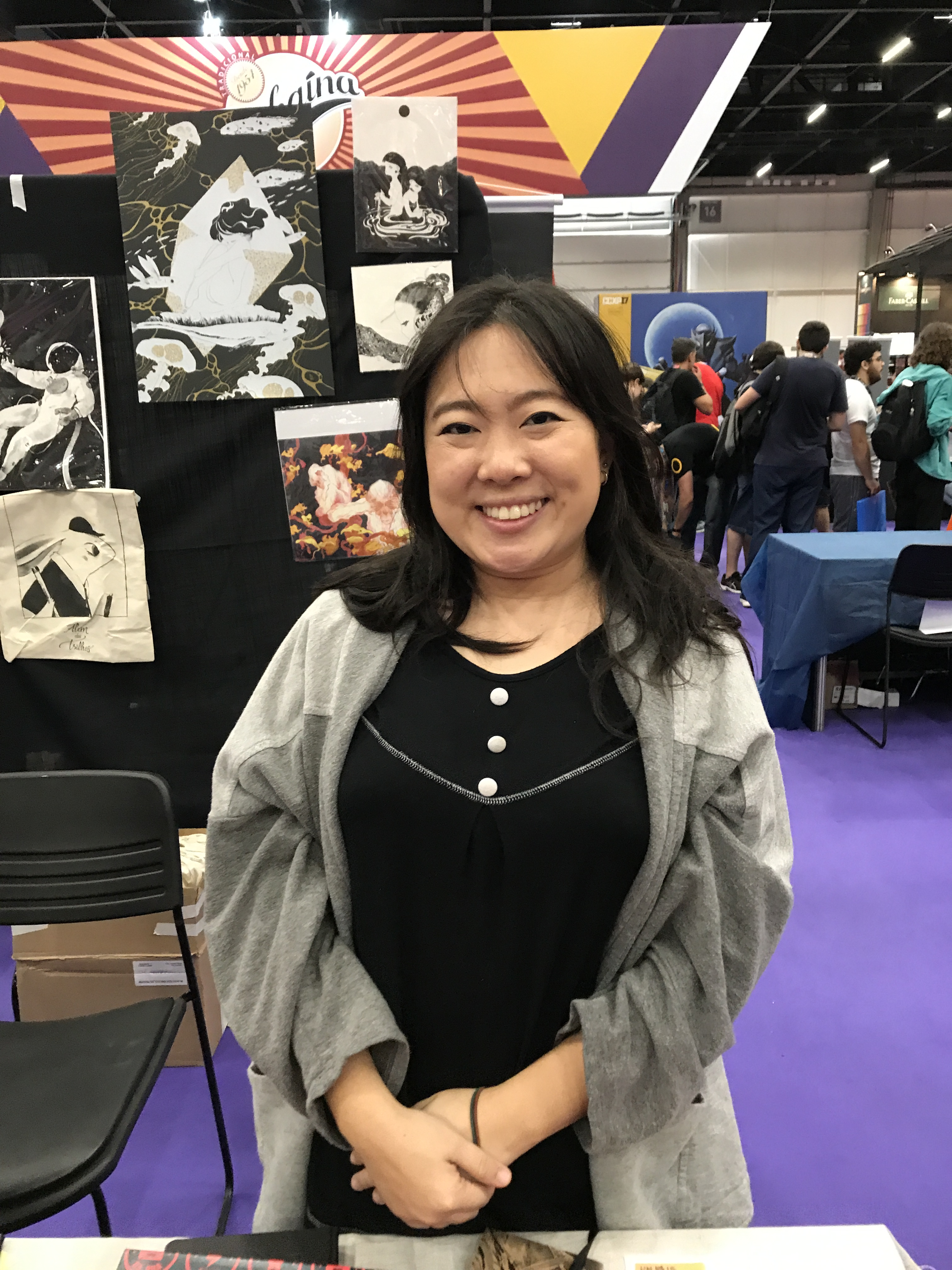
Mika Takahashi venceu a categoria em 2017.

| 2006 | Julia Bax                          | Kaos Quebra-Queixo                                      | - Fábio Lyra, por Mosh! - Joacy Jamys, por Independente - José Aguiar, vencedor Mundo dos Quadrinhos - Manoel Magalhães, por The Long Yesterday - Rafael Coutinho, por Bang Bang - Rod Pereira, por Ronin Soul | [ 15 ] [ 16 ] |
| 2007 | Fábio Lyra                         | Mosh!                                                   | - Beto Nicácio, por Corpo de Delito - Júlio Brilha, por Front nº 17 - Kleber Sales, por Domínio Público 1 - Manoel Magalhães, por O Instituto - Otoniel Oliveira, por Encantarias - Ricardo Leite, por Destino: Oeste | [ 3 ] [ 4 ]   |
| 2008 | Jozz                               | Zine Royale                                             | - Daniel Gisé, por Sociedade Radioativa e The Doors - Felipe Cunha, por Front e Eterno - Gabriel Renner, por Tarja Preta - Leonardo Pascoal por Bongolé Bongoro - Shiko, por Blue Note - Vinicius Mitchell, por Revista O Globo | [ 17 ] [ 18 ] |
| 2009 | Hemeterio                          | Chibata! - João Cândido e a revolta que abalou o Brasil | - Bruno D'Angelo, por O catador de batatas e o filho da costureira - Danilo Beyruth, por O Necronauta - Marlon Tenório, por Os 303 de Esparta - Olavo Costa, por O contínuo - Pablo Mayer, por A casa ao lado - Tulio Caetano, por Dr. Bubbles & Tilt | [ 19 ] [ 20 ] |
| 2010 | Gustavo Duarte                     | Có!                                                     | - Beto Nicácio, por Balaiada - a Guerra do Maranhão - Caio Majado, por Orixás - Guga Schultze, por Graffitti 76% Quadrinhos e Saída 3 - Mario Cau, por Café Espacial, Nanquim Descartável, Pieces e Quadrinhópole - Marlon Tenório, por Ombros de gigantes - Danilo Beyruth, por Necronauta | [ 21 ] [ 22 ] |
| 2011 | Felipe Massafera                   | Jambocks                                                | - Caeto por Memória de elefante - João Montanaro, por Cócegas no raciocínio - Jonatas Tobias, por Cogumelos ao entardecer - Raphael Salimena, por Pequenos heróis - Rodrigo Bueno, por Peixe peludo - Thaís dos Anjos, por Assim falava Zaratustra | [ 5 ] [ 23 ]  |
| 2012 | Magno Costa e Marcelo Costa        | Oeste Vermelho Matinê                                   | - André Leal, por São Jorge da Mata Escura - Daniel Og, por Yuri - quarta-feira de cinzas - Eduardo Damasceno, por Achados e perdidos - Lu Cafaggi, por Mix Tape - Mário César, por Entrequadros - círculo completo - Rael Lyra, por MSP Novos 50 - Mauricio de Sousa por 50 Novos Artistas | [ 9 ] [ 24 ]  |
| 2013 | Pedro Franz                        | Suburbia                                                | - Denis Mello (Patisco Apresenta vol. 1) - Denny Chang (Trópico Fantasma) - Laerte Silvino (I-Juca Pirama) - Pablo Carranza (Se a vida fosse como a internet) - Paula Mostroberti (Adormecida - cem anos para sempre) - Rafael Vasconcelos (Shakespeare em Quadrinhos, vol. 5 - Macbeth e Ditadura no Ar) | [ 25 ] [ 26 ] |
| 2014 | Lu Cafaggi                         | Turma da Mônica - Laços                                 | - Alcimar Frazão (Me & Devil) - Camilo Solano (Inspiração - Deixa entrar Sol nesse Porão) - George Schall (Moschitto e Sabor Brasilis) - João Azeitona (Imaginários em Quadrinhos) - Juscelino Neco (Parafusos, Zumbis e Monstros do Espaço) - Luciano Salles (O Quarto Vivente) | [ 27 ] [ 28 ] |
| 2015 | Felipe Nunes                       | Klaus                                                   | - Gabriel Jardim (Café) - Germana Viana (Lizzie Bordello e as Piratas do Espaço) - Gustavo Borges (Edgar, Em Busca da Energia dos Ventos) - Marco Oliveira (Aos Cuidados de Rafaela) - Samanta Flôor (Click) - Thiago Souto (Mikrokosmos) | [ 29 ] [ 30 ] |
| 2016 | Camila Torrano                     | Fábulas e Spam                                          | - Alexandre S. Lourenço (Robô Esmaga) – JBC - Aline Lemos (Melindrosa) – INDEPENDENTE - Clayton InLoco (ELF #5 e Hurulla – Volume 2) – INDEPENDENTE e Devaneio - Fefê Torquato (Gata Garota – Volume 1) – NEMO - Guilherme de Sousa (Fifo) – INDEPENDENTE - Guilherme Petretca (Carnaval de meus demônios) – BALÃO - Lovelove6 (Garota Siririca) – INDEPENDENTE - Psonha Camacho (Pogando) – SESI-Quanta Quadrinhos - Rebeca Prado (Navio Dragão) – INDEPENDENTE                              | [ 31 ] [ 32 ] |
| 2017 | Mika Takahashi                     | Além dos Trilhos                                        | - ARABSON ASSIS (A TERRÍVEL ELIZABETH DUMN CONTRA OS DIABOS DE TERNO) - GLAUBER LOPES (LOUIS DE DAMPIERRE) - ISRAEL MAIA (LUCY IN THE SKY) - LIGIA ZANELLA (MELISSA EM ELLIPSIA) - Mary Cagnin (Black Silence) - OLAVO COSTA (PARAÍBA) - RENATA RINALDI (D.A.D.A.) - THIAGO MORAES MARTINS (A SEREIA DE MONGAGUÁ) - WAGNER WILLIAN (BULLDOGMA) | [ 33 ] [ 34 ] |
| 2018 | Bruno Seelig                       |                                                         | - Aline Zouvi - Bruno Soares - Catharina Baltar - Deborah Salles - Flávio Capi - Gabriel Jardim - Pedro Vó - Rapha Pinheiro - Samuel Sajo | [ 35 ] [ 36 ] |
| 2019 | Melissa Garabeli                   | Saudade                                                 | - Aline de Castro Lemos (Artistas Brasileiras) - Ana Cardoso - Chairim Arrais - Clayton Junior - Daniel Semanas - Jéssica Groke (Me leve quando sair) - Rafael Torres (Melina) - Renata Nolasco (Só Ana) - Ryan Smallman (Busker) - Tito Camello (Blue Jay Samurai) - Verônica Berta (Ânsia Eterna) | [ 37 ] [ 38 ] |
| 2020 | Brendda Maria Cais do Porto        | Brendda Maria Cais do Porto                             | - André Vazzios (Tuhú e o Andarilho do Tempo) - Deborah Salles (Viagem em volta de uma ervilha) - Fabio Quill (Amálgama) - Gio Guimarães (Hologramas) - Gleisson Cipriano (Caçada Azul) - Greg (O Obscuro Fichário dos Artistas Mundanos) - Gustavo Novaes (A Cabana) - Juliana Fiorese (Lenora) - Natália Vulpes (A Casa da Lua Cheia) - Renato Dalmaso (O Elísio: Uma Jornada ao Inferno) - Victor Harmatiuk (Shimra)                                                                       | [ 39 ] [ 40 ] |
| 2021 | Letícia Pusti Raposa e Gengibre    | Letícia Pusti Raposa e Gengibre                         | - Ademir Leal (Arquivos Secretos da Segunda Guerra Mundial) - André Meister (Semblant: Blood Chronicles) - Diego Porto (Zênite) - Eunuquis Aguiar (Fronteira) - Gabu Brito (Crianças Selvagens) - Malika Dahil (Fronteira) - Monaramis (Guarás: A Outra Margem) - Raquel M. Simoso (Shut Eye) - Walkir Fernandes (O Filho Mau) | [ 41 ] [ 42 ] |
| 2022 | Ilustralu Arlindo                  | Ilustralu Arlindo                                       | - Brenda Klein (Delírio Coletivo na Terra do Fogo) - Débora Santos (Luzia) - Diana Salu (Então Você quer Escrever Personagens Trans?) - Didi Mamushka (O Pescador de Tesouros) - Eduardo Ribas (Uma Nuvem no Seu Oliveira) - Kash Fyre (Espetaculare Meneghetti) - Lino Arruda (Monstrans: Experimentando Horrormônios) - Rafael Dantas (Escafandro: Miss Hyde) - Raphaela Corsi (Sankofa: A História dos Afro-Curitibanos) - Robson Moura (Casa-Grande) - Thais Leal (Cansei de Ser Monstro) | [ 43 ] [ 44 ] |
| 2023 | Helô D'Angelo Nos Olhos de Quem Vê | Helô D'Angelo Nos Olhos de Quem Vê                      | - Amma (Bertha Lutz e a Carta da ONU) - Ana Cardoso (Mingau: Apego) - Dan Aroeira (Samurai Boy: Operação Faísca) - Daniel Bretas (Colorbar) - Daniel Sousa (Entrespaço: 2022) - Diana Doria (Eighty Seven Volume 1) - Diox (O Fim da Noite) - Mayara Lista (Espuma e Pequenina) - Raquel Morais Simoso (Sem Norte: A Bússola Perdida) - Tiago Pinheiro (Anéis De Lampião) | [ 45 ] [ 46 ] |